# 渣园乡
渣园乡是中华人民共和国河南省平顶山市郏县下辖的一个乡。

## 行政区划
渣园乡下辖以下村级行政区划单位：
宋堡村、渣园村、大王庄村、下孙村、黄门村、马圪当村、林村、范寨村、望月河村、寺街村、叶庄村、东冯庄村、小芦寨村、郝庙村、仝楼村、马鸿庄村、杜庄村、十里铺村、朱庄村、二十里铺村、西冯庄村、西王楼村、马头张村、王赵庄村和查庄村。

## 中国传统村落
2012年，渣园村被评为首批“中国传统村落”。